# رينا سواياما
رينا سواياما (リナ・サワヤマ)، مواليد 16 أغسطس 1990) هي مغنية وكاتبة أغاني يابانية بريطانية وعارضة أزياء مقيمة في لندن. في عام 2017 ، أطلقت بنفسها لأول مرة ألبوم ، رينا. بعد توقيعها عقد مع شركة Dirty Hit في عام 2020 ، أصدرت ألبومها الأول ، Sawayama الذي حظي بإشادة واسعة النطاق.

## حياتها المبكرة
ولدت ساواياما في 16 أغسطس 1990  في نيغاتا ، اليابان. وعاشت هناك حتى سن الخامسة ، حتى قررت عائلتها الانتقال إلى لندن ، إنجلترا، حيث نشأت وتعيش حاليًا. لديها إجازة غير محددة للبقاء (ILR) في المملكة المتحدة.
أثناء دراسة السياسة وعلم النفس وعلم الاجتماع في كلية مجدلين في كامبريدج ،  قررت ساواياما متابعة الموسيقى وعرض الأزياء. خلال فترة وجودها في الجامعة ، غنت في فرقة هيب هوب تسمى ليزي لايون مع ثيو إليس من فرقة الروك المستقلة Wolf Alice . تخرجت من الجامعة بدرجة في العلوم السياسية. في مايو 2020 ، قالت سواياما إنها كانت تحضر دورة عبر الإنترنت في جامعة أكسفورد .

## الفن والصورة العامة
جاءت تأثيراتها الرئيسية من أعمال التسعينيات والعقد الأول من القرن العشرين مثل كريستينا أغيليرا ،  ليدي غاغا ،  أفريل لافين ،  هيكارو أوتادا ،  بيونسيه ، كاتي بيري ، ماريا كاري وبريتني سبيرز وكايلي مينوغ وجوجو وجوين ستيفاني وإيفانيسينس وليمب بيزكيت من بين آخرين. لقد استخدمت أسلوب التدريب الصوتي لليدي غاغا ، بيل كانتو ، وهو تمرين أوبرالي إيطالي ، لاكتساب ثلاثة أضعاف من الطبقات وجعل صوتها يتنفس.

## روابط خارجية
- الموقع الرسمي